# 11138 Hotakadake
11138 Hotakadake este un asteroid din centura principală de asteroizi.

## Descriere
11138 Hotakadake este un asteroid din centura principală de asteroizi. A fost descoperit pe 14 decembrie 1996 la Ōizumi de Takao Kobayashi. Asteroidul prezintă o orbită caracterizată de o semiaxă mare de 2,58 ua, o excentricitate de 0,17 și o înclinație de 7,9° în raport cu ecliptica.